# Joseph Kosuth
Joseph Kosuth (născut în 1945) este cel mai radical dintre conducătorii grupului de artă conceptuală din Statele Unite. El respinge orice realizare artistică în favoarea ideii și limbajului, prezentând o viziune intelectuală, filozofică și lingvistică a artei, sub o formă de texte și de expuneri. Trebuie să părăsim aparențele pentru concepte, scrie el, concluzionând tautologic: Arta este definiția artei.